# Vejlby, Middelfarts kommun
Vejlby är en tätort i Middelfarts kommun i Region Syddanmark i Danmark. Tätorten har 203 invånare (2024). Den ligger på Fyn, cirka 5 kilometer öster om Middelfart.